# Charles Louis d'Erlach
Charles Louis d'Erlach, né le 10 novembre 1746 à Berne et mort le 5 mars 1798 près de Wichtrach est un militaire suisse.

## Biographie
Membre d'une famille noble du canton de Berne (son père est bailli), il suit une carrière militaire qui débute comme officier de la Garde suisse à Paris. Il est ensuite nommé colonel et commande un régiment de dragons en 1774. Il est fait  chevalier de l'ordre du mérite Militaire français l'année suivante, puis maréchal de camp en 1790.
De retour en Suisse, il est membre du Grand Conseil bernois et commandant des troupes bernoises envoyées dans le pays de Vaud pour y réprimer les émeutes de 1791. En 1798, il est nommé général de l'armée suisse par le Conseil de guerre pour résister à l'invasion française. Mal suivi par les politiques, il ne peut mettre en place son plan de défense et est battu par Alexis Balthazar Henri Schauenburg lors des batailles de Fraubrunnen et de Grauholz. Sur la route de l'Oberland où il voulait continuer le combat, il est assassiné à Wichtrach par des soldats de ses propres troupes qui le soupçonnent (à tort) de traîtrise.

## Source de la traduction
- (de) Cet article est partiellement ou en totalité issu de l’article de Wikipédia en allemand intitulé « Karl Ludwig von Erlach » (voir la liste des auteurs).